# Itchy & Scratchy & Marge
«Itchy & Scratchy & Marge» —«Rasca, Pica y Marge» en España y «Tomy, Daly y Marge» en Hispanoamérica— es el noveno capítulo perteneciente a la segunda temporada de la serie animada Los Simpson y fue estrenado originalmente el 20 de diciembre de 1990. El episodio es una sátira sobre la censura que empieza con Maggie atacando a Homer con un mazo y, por ello, Marge culpa a los dibujos animados Itchy & Scratchy. Fue escrito por John Swartzwelder y el primero dirigido por Jim Reardon. Alex Rocco aparece por primera vez haciendo la voz de Roger Meyers, Jr.

## Sinopsis
El episodio empieza con Homer intentando construir una estantería para las especias. Mientras trabaja en ello, Maggie le golpea en la cabeza con un mazo. Es ahí cuando Marge comienza a preguntarse qué es lo que le ha llevado a su hija a hacer tal cosa, pero posteriormente se da cuenta de que cuando ve Itchy & Scratchy —unos dibujos animados conocidos por su violencia—, la niña imita lo que aparece en la pantalla e intenta apuñalar a Homer con un lápiz. La madre inmediatamente culpa a la serie por las acciones de Maggie y prohíbe a Bart y Lisa ver el show. A pesar de ello, ambos se las ingenian para verlo en casa de sus amigos. Por su parte, Marge escribe una carta a los productores de la serie, aunque Roger Mayers, Jr. —el presidente de la compañía ficticia Itchy & Scratchy International— le responde que una sola persona no va a hacer que cambie nada, además de tacharla de «loca». Marge reacciona como «lo que una loca puede hacer».
Marge forma la agrupación «Springfildianos por la No Violencia, Comprensión y Ayuda» —SNUH, por sus siglas en inglés— y obliga a la familia a manifestarse en el exterior de los estudios donde se producen los dibujos. Con el tiempo, la protesta comienza a tomar fuerza y más gente se une e incluso a protestar junto a The Krusty the Klown Show, programa en el que se emite Itchy & Scratchy. A continuación, Marge aparece en el programa de Kent Brockman, Smartline, donde invita a los padres a que envíen cartas para pedir el cese de la violencia en los dibujos animados. Tras la llegada de muchas más quejas, Mayers reconoce su derrota y cancela la violencia de los dibujos. En la nueva versión [de los dibujos] se ve a los protagonistas sentados en un balancín y bebiendo limonada, lo que hace que Bart, Lisa y todos los niños del pueblo dejen de ver el programa y salgan de sus casas a divertirse. Es más, por la noche, Bart y Lisa presumían ante sus padres de lo que habían hecho a lo largo del día.

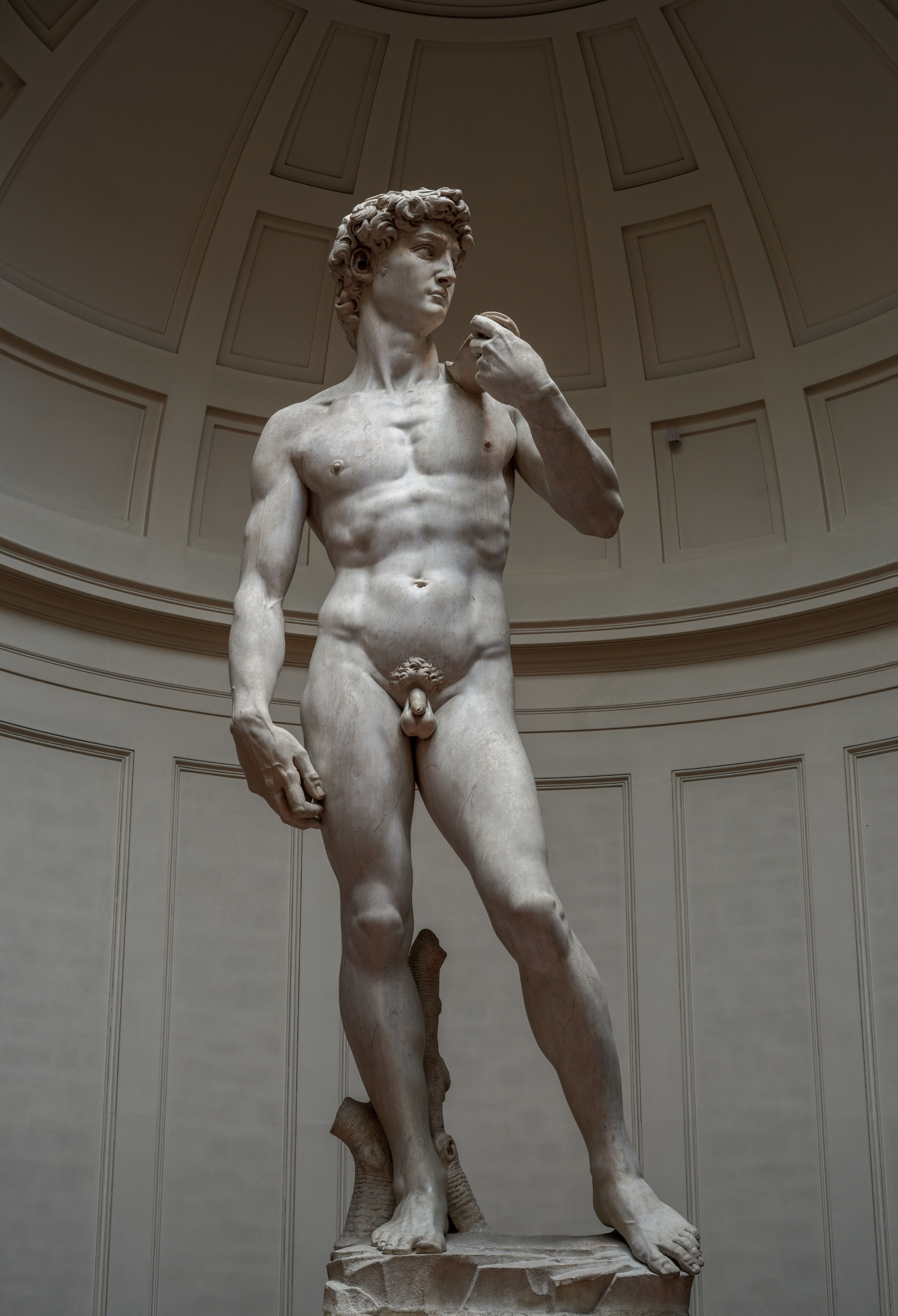
Estatua del David de Miguel Ángel.

Mientras tanto, el David de Miguel Ángel estaba en un tour por los Estados Unidos y Springfield es uno de los destinos programados. SNUH urge a Marge a protestar contra la escultura debido a que es ofensiva e inapropiada. Sin embargo, ella cree que es una obra maestra. Mientras aparece en Smartline, Marge reconoce que está mal censurar una parte del arte pero no la otra y concluye de forma triste que mientras una persona pueda discrepar de su postura ella tampoco debe hacerlo. Eso hace que Itchy & Scratchy vuelva a su formato original y que los niños de Springfield abandonen sus saludables actividades para permanecer frente al televisor viendo la serie. Homer y Marge van a ver el David y esta expresa su decepción respecto a que los niños se queden en casa viendo como «un gato y un ratón se destripan entre sí». Finalmente, Marge se alegra cuando Homer le recuerda que en la escuela les obligarán a ir a los museos.

## Producción
Itchy & Scratchy & Marge fue un episodio aclamado por la crítica, aunque tuvo que superar las revisiones y quejas de los censores, y que permitió a los escritores realizar varias caricaturas de Itchy y Scratchy, algo que muchos fanáticos pedían. El capítulo fue escrito por John Swartzwelder, quien amaba la serie y escribió muchos episodios cuya temática está basada en ella. En parte, fue inspirado por Terry Rakolta, quien protestó ante la cadena Fox por el programa Married... with Children y su argumento está basado en la lucha contra los canales de televisión. No obstante, los escritores decidieron no tomar una postura concreta al respecto y mostraron ambas partes, dejando de lado lo que sentían personalmente. Durante el estreno original del episodio, el canal satélite de Fox colapsó y la costa oeste de los Estados Unidos no pudo ver el primer acto.
Este fue el primer episodio dirigido por Jim Reardon, quien había hecho en sus días de estudiante una película titulada Bring Me the Head of Charlie Brown, la cual era muy violenta, por lo que la experiencia le sirvió de mucho para hacer este capítulo. Muchos de los personajes que trabajan en los estudios Itchy & Scratchy son caricaturas de personas reales: el dibujante que hace a la Marge/Ardilla está basado en Eddie Fitzgerald, quien trabajó en Filmation, y las tres personas que están con Meyers cuando le pide consejos a Marge son caricaturas de Rich Moore, David Silverman y Wes Archer.
Alex Rocco hizo la primera de sus tres apariciones como Roger Meyers. Mucha gente de Los Simpson eran grandes fanáticos de El Padrino y Jim Reardon buscó una forma de dispararle en el ojo como referencia al personaje de Rocco, Moe Greene.
El extenso montaje de los niños de Springfield jugando fue dirigido por Bob Anderson y hace una sátira haciendo precisamente lo contrario de lo que creían los guionistas. El segmento fue escrito por John Swartzwelder y la idea de usar la sexta sinfonía de Beethoven estaba en el libreto original. James L. Brooks quería que el episodio terminase con el montaje, pero los guionistas no estuvieron de acuerdo. Otro de los personajes habituales que hicieron su primera aparición aquí fue Sideshow Mel, aunque este no habla hasta el episodio «Black Widower», de la tercera temporada de la serie.